# Neckar
El Neckar (pronunciación en alemán: /ˈnɛkaʁ/ (escucharⓘ)) es un río que fluye por el estado federado de Baden-Wurtemberg, en Alemania. Nace en Schwenningen, muy cerca de las fuentes del Danubio, en la Selva Negra, en el distrito de Villingen-Schwenningen. Tras recorrer 367 km a través de las estribaciones occidentales del Jura de Suabia, desemboca en el río Rin a la altura de Mannheim.
El nombre Neckar proviene -vía Nicarus y Neccarus- de la palabra celta Nikros, que significa agua brava.

## Historia
Desde el año 1100 aproximadamente, la madera de la Selva Negra ha bajado por las aguas del Neckar y el Rin hasta su destino final en los Países Bajos. En tiempos antiguos el transporte de los maderos se realizaba mediante almadías (Floß en alemán). Actualmente se hace con gabarras fluviales. 

## Geografía
Atraviesa varias ciudades importantes en su curso hacia el río Rin: Rottweil, Tubinga, Stuttgart, Heilbronn y Heidelberg. Pasado Heidelberg, el Neckar descarga sobre el Rin un promedio de 145 m³/s de agua. Esto hace del Neckar el cuarto mayor tributario del Rin y el décimo mayor río de Alemania.
Sus principales afluentes son el Eyach, el Fils, el Rems, el Enz, el Kocher y, antes de desembocar en el Rin, el Jagst.
A partir de Stuttgart es navegable; la primera de las esclusas se encuentra en Bad Cannstatt. El Neckar está canalizado hasta Plochingen y es navegable para barcazas de 1000 toneladas.

## Cultura
A lo largo de su valle pueden encontrarse multitud de castillos, como el Hornberg en Neckarzimmern y el Guttenberg en Neckarmühlbach. En sus riberas se halla asimismo la central nuclear de Obrigheim, que será desmantelada en los próximos años.

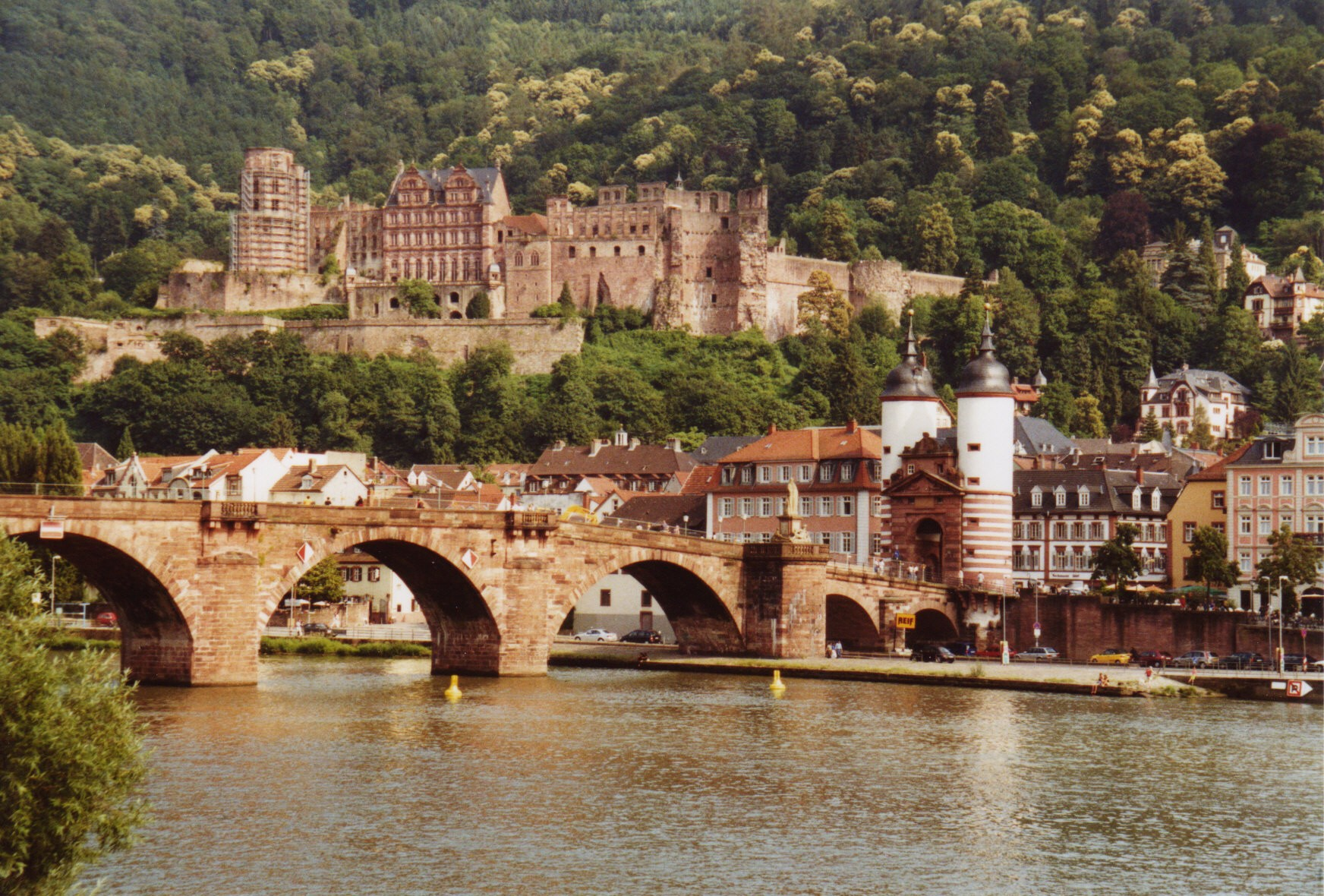
El Puente Viejo y el Palacio de Heidelberg.